# آرال (شهرستان تاق‌تاگل)
آرال (به لاتین: Aral) یک منطقهٔ مسکونی در قرقیزستان است که در شهرستان تاق‌تاگل واقع شده‌است. آرال ۱٬۱۷۷ نفر جمعیت دارد و ۸۶۰ متر بالاتر از سطح دریا واقع شده‌است.